# Углозубы (род)
Углозубы (лат. Hynobius) — род хвостатых земноводных из семейства углозубов.

## Описание
Кожа гладкая. На каждой конечности имеется по пять пальцев. Лёгкие имеются. Сошниковые зубы выстроены в ряды под V-образным углом или в форме буквы U. Костальные борозды и паротиды хорошо развиты. Хвост уплощён с боков, средних размеров, у самцов в брачный сезон выше, чем у самок, из-за наличия гребней. Кроме того, клоакальная щель у самцов имеет Y-образную форму, а у самок она прямая. Личиночная фаза проходит в стоячей воде.

## Распространение
Ареал этого рода включает Японию, Корею, Китай и Дальний Восток России. Могут встречаться также в Средней Азии, на территории бывшего СССР между Памиром и Самаркандом.

## Виды
Самый большой по числу видов род в семействе. По данным Amphibian Species of the World, род включает 66 видов:
- Hynobius abei Sato, 1934 — бамбуковый углозуб
- Hynobius abuensis Matsui, Okawa, Nishikawa & Tominaga, 2019
- Hynobius akiensis Matsui, Okawa & Nishikawa, 2019
- Hynobius amabensis Sugawara & Nagano, 2023
- Hynobius amakusaensis Nishikawa & Matsui, 2014
- Hynobius amjiensis Gu, 1992
- Hynobius bakan Matsui, Okawa & Nishikawa, 2019
- Hynobius bambusicolus Wang, Othman, Qiu & Borzée, 2023
- Нynobius boulengeri (Thompson, 1912) — углозуб Буланже[источник?]
- Hynobius chinensis Günther, 1889 — китайский углозуб
- Hynobius dunni Tago, 1931 — светло-бурый углозуб, или углозуб Данна
- Hynobius formosanus Maki, 1922 — формозский углозуб
- Hynobius fossigenus Okamiya, Sugawara, Nagano & Poyarkov, 2018
- Hynobius fucus Lai & Lue, 2008
- Hynobius geiyoensis Sugawara, Naito, Iwata & Nagano, 2022
- Hynobius geojeensis Min & Borzée, 2021
- Hynobius glacialis Lai & Lue, 2008
- Hynobius guabangshanensis Shen, Deng & Wang, 2004
- Hynobius guttatus Tominaga, Matsui, Tanabe & Nishikawa, 2019
- Hynobius hidamontanus Matsui, 1987
- Hynobius hirosei Lantz, 1931
- Hynobius ikioi Matsui, Nishikawa & Tominaga, 2017
- Hynobius iwami Matsui, Okawa, Nishikawa & Tominaga, 2019
- Hynobius katoi Matsui, Kokuryo, Misawa & Nishikawa, 2004
- Hynobius kimurae Dunn, 1923 — пёстрый углозуб
- Hynobius kuishiensis Tominaga, Matsui, Tanabe & Nishikawa, 2019
- Hynobius kunibiki Sugawara, Iwata, Yamashita & Nagano, 2021
- Hynobius leechii Boulenger, 1887 — корейский углозуб
- Hynobius lichenatus Boulenger, 1883 — серебристый углозуб
- Hynobius maoershanensis Zhou, Jiang & Jiang, 2006
- Hynobius mikawaensis Matsui, Misawa, Nishikawa & Shimada, 2017
- Hynobius miyazakiensis Sugawara, Nagano & Sueyoshi, 2023
- Hynobius naevius (Temminck & Schlegel, 1838) — пятнистый углозуб
- Hynobius nagatoensis Sugawara, Tahara, Matsukoji & Nagano, 2022
- Hynobius nebulosus (Temminck & Schlegel, 1838) — дымчатый углозуб, или японский углозубtypus
- Hynobius nigrescens Stejneger, 1907 — чёрный углозуб
- Hynobius nihoensis Sugawara, Nagano & Nakazono, 2022
- Hynobius notialis Min & Borzée, 2021
- Hynobius okiensis Sato, 1940 — тёмно-кирпичный углозуб
- Hynobius oni Kanamori, Nishikawa, Matsui & Tanabe, 2022
- Hynobius osumiensis Nishikawa & Matsui, 2014
- Hynobius owariensis Sugawara, Fujitani, Seguchi, Sawahata & Nagano, 2022
- Hynobius oyamai Tominaga, Matsui & Nishikawa, 2019
- Hynobius perplicatus Min & Borzée, 2021
- Hynobius quelpaertensis Mori, 1928
- Hynobius retardatus Dunn, 1923 — хоккайдский углозуб
- Hynobius sematonotos Tominaga, Matsui & Nishikawa, 2019
- Hynobius sengokui Matsui, Misawa, Yoshikawa & Nishikawa, 2022
- Hynobius setoi Matsui, Tanabe & Misawa, 2019
- Hynobius setouchi Matsui, Okawa, Tanabe & Misawa, 2019
- Hynobius shinichisatoi Nishikawa & Matsui, 2014
- Hynobius sonani (Maki, 1922) — тайваньский углозуб
- Hynobius stejnegeri Dunn, 1923 — янтарный углозуб
- Hynobius sumidai Sugawara, Naito, Iwata & Nagano, 2022
- Hynobius tagoi Dunn, 1923
- Hynobius takedai Matsui & Miyazaki, 1984 — равнинный углозуб
- Hynobius tokyoensis Tago, 1931 — токийский углозуб
- Hynobius tosashimizuensis Sugawara, Watabe, Yoshikawa & Nagano, 2018
- Hynobius tsuensis Abé, 1922 — цусимский углозуб
- Hynobius tsurugiensis Tominaga, Matsui, Tanabe & Nishikawa, 2019
- Hynobius unisacculus Min, Baek, Song, Chang & Poyarkov, 2016
- Hynobius utsunomiyaorum Matsui & Okawa, 2019
- Hynobius vandenburghi Dunn, 1923
- Hynobius yangi Kim, Min & Matsui, 2003
- Hynobius yiwuensis Cai, 1985